# کارلو آبارت
کارلو آبارت (به ایتالیایی: Carlo Abarth) (زاده ۱۵ نوامبر ۱۹۰۸ - درگذشته ۲۴ اکتبر ۱۹۷۹) کارآفرین، صنعتگر و طراح خودرو اتریشی-ایتالیایی بود، که در سال ۱۹۴۹ شرکت آبارت را تأسیس نمود.